# Class of ’55
Class of '55 ist ein 1986 erschienenes Album von Roy Orbison, Johnny Cash, Jerry Lee Lewis und Carl Perkins, das von Chips Moman produziert wurde. Diese vier Künstler und Elvis Presley, dem Teile des Albums gewidmet wurden, sind die bekanntesten Vertreter des sogenannten Sun-Sounds, der von Sun Records in Memphis (Tennessee) aus ab 1955 viele andere Künstler wie zum Beispiel Buddy Holly beeinflusste. 
Auf dem letzten Song des Albums Big Train sind die Gaststars John Fogerty, The Judds, Dave Edmunds, Sam Phillips und June Carter Cash zu hören, sowie Ricky Nelson in der letzten Aufnahmesession seines Lebens.
Die Interviews from the Class of '55 Recording Sessions wurden in der Kategorie „Best Spoken Word Album“ mit einem Grammy ausgezeichnet.

## Titelliste

### Seite 1
1. Carl Perkins – Birth of Rock and Roll (Carl Perkins/Greg Perkins) – 4:21
2. Jerry Lee Lewis – Sixteen Candles (Luther Dixon/Allyson Kent) – 3:48
3. Carl Perkins – Class of '55 (Chips Moman/Bobby Emmons) – 2:56
4. Perkins, Lewis, Orbison & Cash – Waymore's Blues (Waylon Jennings/Curtis Buck) – 2:25
5. Johnny Cash – We Remember the King (Cash/Lewis/Orbison/Perkins) – 2:58

### Seite 2
1. Roy Orbison – Coming Home (Roy Orbison/Will Jennings/J. D. Souther) – 3:59
2. Perkins, Lewis, Orbison & Cash – Rock and Roll (Fais-Do-Do) (Michael Smotherman) – 3:17
3. Jerry Lee Lewis – Keep My Motor Running (Randy Bachman) – 2:52
4. Johnny Cash – I Will Rock and Roll With You (Cash) – 2:01
5. Perkins, Lewis, Orbison & Cash – Big Train (From Memphis) (John Fogerty) – 7:56